# Cappella di Santa Sofia (Santa Maria di Castellabate)
La cappella di Santa Sofia è un ex luogo di culto cattolico che si trova nel centro di Santa Maria di Castellabate, più precisamente nella traversa II Margherita, una delle stradine che si trovano lungo il corso Andrea Matarazzo.

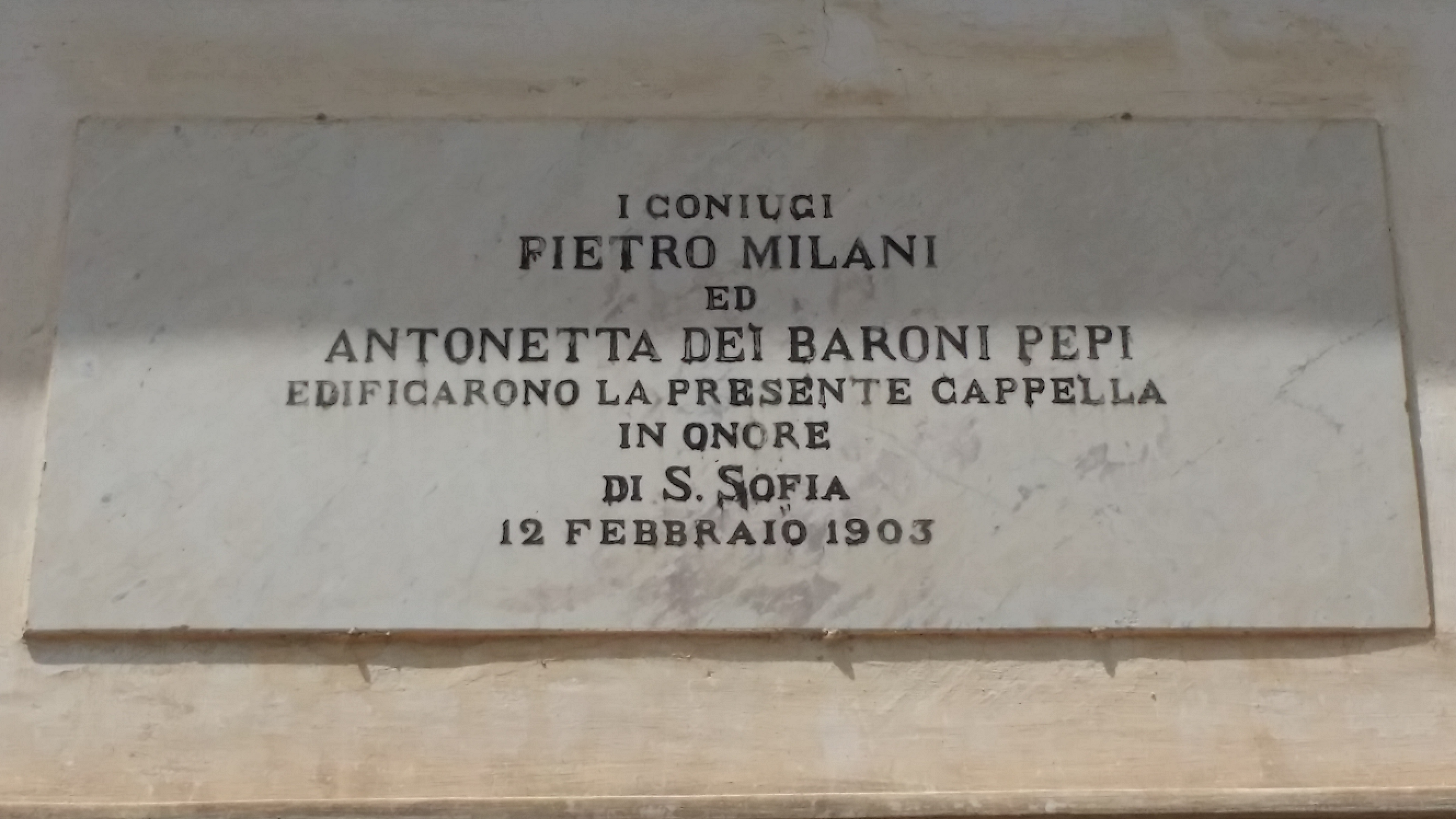
Insegna in pietra affissa sopra la porta d’ingresso della cappella di Santa Sofia, indicante la sua fondazione ad opera dei baroni e coniugi Pietro Milani e Antonetta Pepi, avvenuta il 12 febbraio del 1903.

## Storia
I lavori di edificazione della cappella gentilizia vennero iniziati intorno al 1902 e ultimati il 12 febbraio del 1903. La cappella nacque per volere dei coniugi Pietro Milani e Antonetta Pepi, ispirati dai monaci basiliani che si erano rifugiati a Santa Maria di Castellabate già da tempo. È situata lungo una delle stradine che si immettono lungo il corso principale di Santa Maria di Castellabate.
La cappella è chiusa alle celebrazioni liturgiche da più di 50 anni.

## Descrizione
All'esterno la cappella di Santa Sofia si dimostra di piccole dimensioni, dotata di due finestre quadrangolari poste lateralmente. Sopra la facciata della chiesetta è presente una piccola finestrella circolare e sopra di essa un piccolo campanile. Alla sommità del portone d'ingresso della cappella è presente una lapide in pietra che ricorda la fondazione della cappella gentilizia.